# Cheilotoma beldei
Cheilotoma beldei es un coleóptero de la familia Chrysomelidae.
Fue descrita científicamente en 1984 por Kasap.